# Kurt Haehling
Kurt Haehling (7 de novembro de 1893 - 20 de maio de 1983) foi um General alemão que serviu no Deutsches Heer durante a Segunda Guerra Mundial. Foi condecorado com a Cruz de Cavaleiro da Cruz de Ferro.

## Condecorações
| Cruz de Ferro (1914) 2ª Classe            |                        |
| Cruz de Ferro (1914) 1ª Classe            |                        |
| Cruz de Honra da Guerra Mundial 1914/1918 |                        |
| Cruz de Ferro (1939) 2ª Classe            |                        |
| Cruz de Ferro (1939) 1ª Classe            |                        |
| Medalha da Frente Oriental                |                        |
| Cruz Germânica em Ouro                    | 26 de dezembro de 1941 |
| Cruz de Cavaleiro da Cruz de Ferro        | 2 de março de 1945     |